# 캐스페이스
캐스페이스(영어: caspase, cysteine-aspartic proteases 또는 cysteine aspartases 또는 cysteine-dependent aspartate-directed proteases)는 세포 예정사에서 필수적인 역할을 하는 단백질 분해효소 계열이다. 이는 특정 시스테인 단백질 분해효소 활성으로 캐스페이스로 명명되었는데, 활성 부위의 시스테인은 친핵성으로 아스파르트산 잔기 이후에만 표적 단백질을 공격하고 절단한다. 2009년 현재, 다양한 세포 기능을 수행하는 인간의 경우 12개의 캐스페이스가 확인되었고 쥐는 10개가 확인되었다.
세포 예정사에서 이들 효소의 역할은 1993년에 처음으로 확인되었으며 세포자살에서의 기능이 잘 규명되었다. 이것은 세포 예정사의 한 형태로, 발생 중에 광범위하게 발생하며 세포 항상성을 유지하기 위해 평생 동안 발생한다. 캐스페이스의 활성화는 세포 구성 요소가 제어된 방식으로 분해되어 주변 조직에 최소한의 영향을 미치면서 세포자살을 수행하도록 한다.
캐스페이스는 파이롭토시스, 네크롭토시스 및 PANoptosis와 같은 세포 예정사에서 다른 확인된 역할을 한다. 이러한 형태의 세포사멸은 스트레스 신호 및 병원성 공격으로부터 유기체를 보호하는 데 중요하다. 또한 캐스페이스 염증에 역할을 하며 pro-IL1β와 같은 전염증성 사이토카인을 직접 처리한다. 이들은 감염된 세포 또는 조직에 면역 세포를 동원할 수 있는 신호 분자이다. 세포 증식, 종양 억제, 세포 분화, 신경 발달 및 축삭 안내 및 노화와 같은 캐스페이스의 다른 확인된 역할이 있다.
캐스페이스 결핍은 종양 발달의 원인으로 확인되었다. 종양 성장은 비정상적으로 성장하는 세포에서 세포자살을 유도하여 반응하는 캐스페이스와 같은 세포자살 단백질의 돌연변이와 결합하여 세포 성장에 대한 억제를 제거하는 세포 주기 유전자의 돌연변이를 포함하는 요인의 조합에 의해 발생할 수 있다. 반대로, 캐스페이스 3와 같은 일부 캐스페이스의 과잉 활성화는 과도한 세포 예정사를 초래할 수 있다. 이것은 알츠하이머병과 같이 신경 세포가 손실되는 여러 신경 퇴행성 질환에서 볼 수 있다. 또한 염증 신호 처리와 관련된 캐스페이스는 질병과 관련이 있다. 이러한 캐스페이스의 불충분한 활성화는 적절한 면역 반응이 활성화되지 않을 수 있으므로 감염에 대한 유기체의 감수성을 증가시킬 수 있다. 캐스페이스가 세포자살 및 질병에서 수행하는 필수적인 역할은 캐스페이스를 약물 표적으로 사용하는 연구로 이어졌다. 예를 들어, 염증성 캐스페이스 1은 자가 면역 질환을 일으키는 것과 관련이 있다. 캐스페이스 1의 활성화를 차단하는 약물은 환자의 건강을 개선하는 데 사용되었다. 또한 과학자들은 종양에서 원치 않는 세포를 죽이기 위해 암 치료제로 캐스페이스를 사용했다.

## 캐스페이스의 기능적 분류
대부분의 캐스페이스는 세포 예정사에서 역할을 한다. 이는 아래 표에 요약되어 있다. 효소는 개시자(Initiator), 실행자(Executioner), 염증성(Inflammatory)의 세 가지 유형으로 하위 분류된다.
| 세포 예정사  | 캐스페이스의 하위 종류 | 효소          | 유기체         |
| ------------ | ---------------------- | ------------- | -------------- |
| 세포자살     | 개시자                 | 캐스페이스 2  | 인간과 쥐      |
| 세포자살     | 개시자                 | 캐스페이스 8  | 인간과 쥐      |
| 세포자살     | 개시자                 | 캐스페이스 9  | 인간과 쥐      |
| 세포자살     | 개시자                 | 캐스페이스 10 | 인간           |
| 세포자살     | 실행자                 | 캐스페이스 3  | 인간과 쥐      |
| 세포자살     | 실행자                 | 캐스페이스 6  | 인간과 쥐      |
| 세포자살     | 실행자                 | 캐스페이스 7  | 인간과 쥐      |
| 파이롭토시스 | 염증성                 | 캐스페이스 1  | 인간과 쥐      |
| 파이롭토시스 | 염증성                 | 캐스페이스 4  | 인간           |
| 파이롭토시스 | 염증성                 | 캐스페이스 5  | 인간           |
| 파이롭토시스 | 염증성                 | 캐스페이스 11 | 마우스         |
| 파이롭토시스 | 염증성                 | 캐스페이스 12 | 쥐와 일부 인간 |
| 파이롭토시스 | 염증성                 | 캐스페이스 13 | 소             |
| 기타 역할    | 기타                   | 캐스페이스 14 | 인간과 쥐      |

세포자살 외에도, 캐스페이스 8은 네크롭토시스(necroptosis)라고 하는 또 다른 형태의 세포 예정사를 억제하는 데에도 필요하다. 캐스페이스 14는 상피 세포 각질세포 분화에서 역할을 하며 탈수 및 UVB 방사선으로부터 보호하는 표피 장벽을 형성할 수 있다.

## 캐스페이스의 활성화
캐스페이스는 적절한 자극이 있을 때만 활성화되는 비활성 지모겐(프로캐스페이스, pro-caspase)으로 합성된다. 이 번역 후 수준의 제어는 효소의 신속하고 엄격한 조절을 가능하게 한다.
활성화는 프로 캐스페이스의 이합체화 및 올리고머화를 수반하며, 이어서 작은 소단위 및 큰 소단위로의 절단이 뒤따른다. 크고 작은 서브 유닛은 서로 결합하여 활성 헤테로다이머 캐스페이스를 형성한다. 활성 효소는 종종 생물학적 환경에서 헤테로테트라머로 존재하며, 프로 캐스페이스 이량체가 함께 절단되어 헤테로테트라머를 형성한다.

### 이량화
개시자 캐스페이스와 염증성 캐스페이스의 활성화는 이합체화에 의해 시작되며, 이합체화는 총체적으로 죽음의 접힘(Death fold)이라고 하는 단백질-단백질 상호작용 모티프를 통해 어댑터 단백질에 결합함으로써 촉진된다. 죽음의 접힘은 프로 도메인으로 알려진 캐스페이스의 구조적 도메인에 위치하는데, 이는 죽음의 접힘을 포함하는 캐스페이스가 없는 것보다 더 크다. 내인성 개시자 캐스페이스와 염증성 캐스페이스의 프로 도메인은 캐스페이스 모집 도메인(CARD, Caspase Recruitment Domain)으로 알려진 단일 죽음의 접힘을 포함하는 반면, 외인성 개시자 캐스페이스의 프로 도메인은 죽음 효과기 도메인(DED, Death Effector Domain)으로 알려진 두 개의 죽음의 접힘을 포함한다.
다단백질 복합체는 종종 캐스페이스 활성화 중에 형성된다. 일부 활성화 다중 단백질 복합체에는 다음이 포함된다.
- 외인성 세포자살 동안의 죽음 유도 신호 전달 복합체 (DISC, Death-Inducing Signaling Complex)
- 세포자살 동안의 아폽토좀 (Apoptosome)
- 파이롭토시스 동안의 인플라소좀 (Inflammasome)

### 절단
적절하게 이합체화되면 캐스페이스는 도메인 간 링커 영역에서 절단되어 크고 작은 서브 유닛을 형성한다. 이 절단은 활성 부위 루프가 효소 활동에 유리한 형태를 취하도록 한다.
개시자 및 실행자 캐스페이스의 절단은 아래 표에 설명된 다양한 방법으로 발생한다.
- 개시자 캐스페이스는 자동 단백질 분해로 절단되는 반면 실행자 캐스페이스는 개시자 캐스페이스에 의해 절단된다. 이 계층 구조는 세포 예정사 동안 증폭 연쇄 반응 또는 세포 구성 요소 분해를 위한 신호 전달을 허용한다.

| 개시자 캐스페이스 (캐스페이스 8) |        |  |
| 실행자 캐스페이스 (캐스페이스 3) | [ 17 ] |  |

## 캐스페이스의 일부 역할

### 세포자살

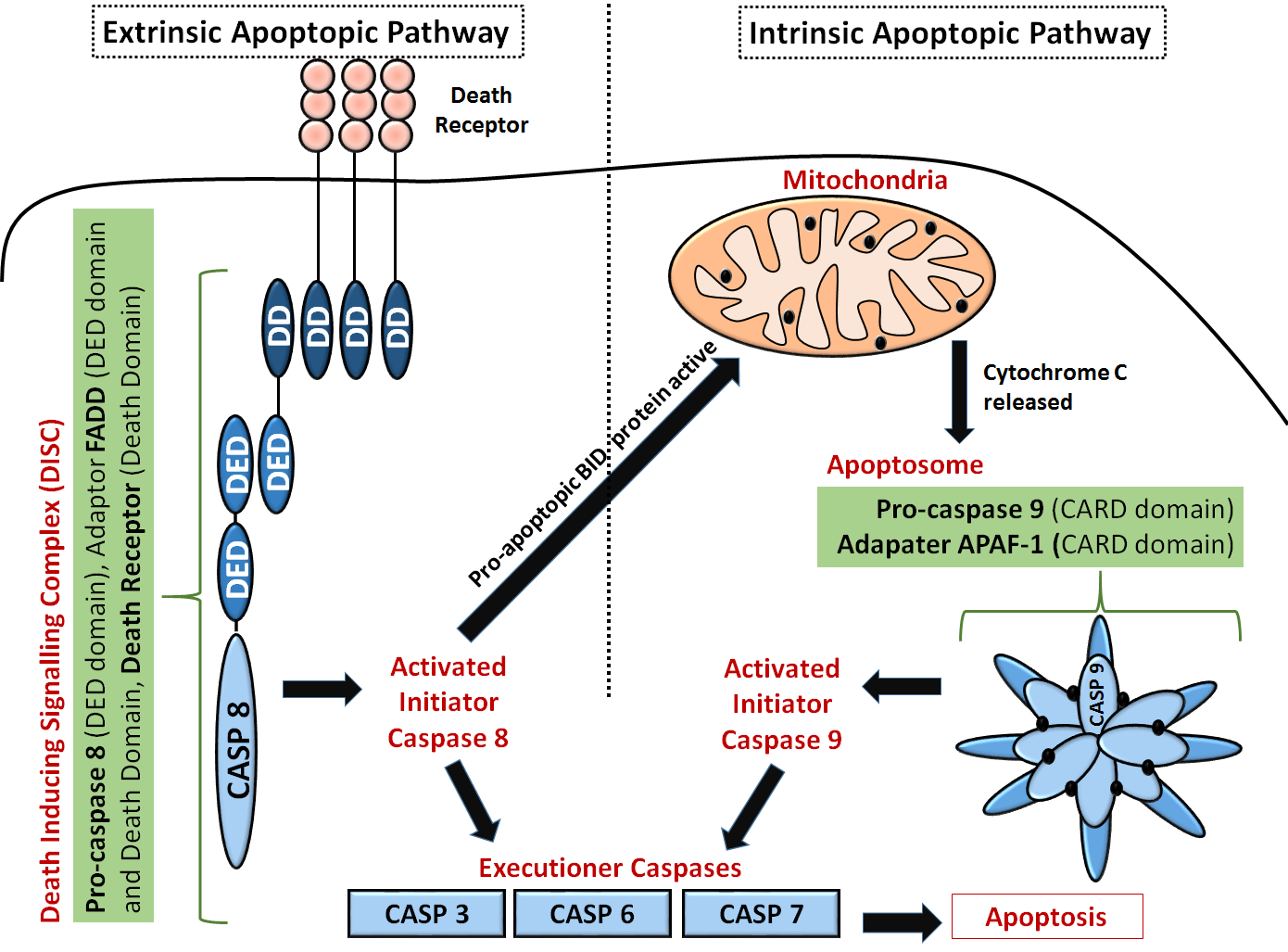
Initiator 캐스페이스는 내인성 및 외인성 세포자살 경로에 의해 활성화된다. 이것은 세포 구성 요소를 절단하여 세포자살을 수행하는 executioner 캐스페이스를 포함한 다른 캐스페이스의 활성화로 이어진다.

세포자살은 면역 반응 유도를 피하기 위해 주변 세포에 미치는 영향을 최소화하기 위해 세포가 형태학적 변화를 겪는 세포 예정사의 한 형태이다. 이 때 세포는 수축하고 핵은 응축된다. 또한 세포골격이 무너지고 핵막이 분해되고 DNA 조각이 위로 올라간다. 이로 인해 세포 구성 요소가 세포 외 매체로 방출되는 것을 방지하기 위해 수포(bleb)라고 하는 자체 밀폐된 몸체를 형성하는 세포가 생성된다. 또한 세포막 인지질 함량이 변경되어 죽어가는 세포가 식세포 공격 및 제거에 더 취약해진다.
세포 자살 캐스페이스는 다음과 같이 하위 범주화된다.
1. 개시자 캐스페이스 : 캐스페이스 2, 캐스페이스 8, 캐스페이스 9, 캐스페이스 10
2. 실행자 캐스페이스 : 캐스페이스 3, 캐스페이스 6, 캐스페이스 7

개시자 캐스페이스가 활성화되면 연쇄 반응을 일으켜 다른 여러 실행자 캐스페이스를 활성화다. 실행자캐스페이스는 600개 이상의 세포 성분을 분해하여 세포자살에 대한 형태학적 변화를 유도한다.
세포자살 동안의 캐스페이스 신호 전달 경로는 다음과 같다.
1. 내인성 세포자살 경로 : 세포 스트레스 동안 미토콘드리아 사이토크롬 c가 세포질로 방출된다. 이 분자는 개시자 캐스페이스 9를 모집하는 어댑터 단백질(APAF-1)에 CARD-CARD 상호작용을 통해 결합한다. 이것은 아폽토좀이라고 불리는 캐스페이스 활성화 다중 단백질 복합체의 형성으로 이어진다. 활성화되면 캐스페이스 9와 같은 개시자 캐스페이스는 다른 실행자 캐스페이스를 절단하고 활성화한다. 이것은 세포자살을 위한 세포 구성 요소의 분해로 이어진다.
2. 외인성 세포자살 경로 : 또한 캐스페이스 신호 전달은 세포 표면 자살 수용체를 통해 세포 외 리간드에 의해 활성화된다. 이것은 프로 캐스페이스를 모집하고 활성화하는 다중 단백질 DISC(Death Inducing Signaling Complex)의 형성에 의해 수행된다. 예를 들어, Fas 리간드는 수용체의 세포 외 표면에서 FasR 수용체에 결합한다. 이것은 수용체의 세포질 꼬리에서 죽음 도메인을 활성화한다. 어댑터 단백질 FADD는 DED 도메인을 통해 프로 캐스페이스 8을 모집한다. 이 FasR, FADD 및 프로 케스페이스 8은 캐스페이스 8이 활성화되는 DISC를 형성한다. 이는 미토콘드리아 스트레스를 유도하여 고유 경로의 다운스트림 활성화 또는 인접한 다이어그램에 표시된 대로 세포 구성 요소를 분해하는 실행자 캐스페이스 (캐스페이스 3, 6, 7)의 직접적인 활성화로 이어진다.[20]

### 파이롭토시스
파이롭토시스 (Pyroptosis)는 본질적으로 면역 반응을 유도하는 세포 예정사의 한 형태이다. 이것은 다른 유형의 세포자살과 형태학적으로 구별된다. 세포가 부풀어 오르고 파열되며 전 염증성 세포 내용물을 방출한다. 이것은 미생물 감염과 심장마비(심근경색증)를 포함한 다양한 자극에 대한 반응으로 이루어진다. 인간의 캐스페이스 1, 4, 5, 쥐의 캐스페이스 1, 11은 파이롭토시스에 의한 세포자살을 유도하는 데 중요한 역할을 한다. 이것은 세포 내 및 세포 외 병원체의 수명과 증식 시간을 제한한다.

#### 캐스페이스 1에 의한 파이롭토시스
캐스페이스 1 활성화는 단백질 레퍼토리에 의해 매개되어 다양한 병원성 리간드를 감지할 수 있다.  캐스페이스 1 활성화의 일부 매개체는 NOD 유사 류신 풍부 반복 (NLR), AIM2 유사 수용체 (ALR), Pyrin, IFI16이 있다.
이 단백질은 인플라마좀이라는 다중 단백질 활성화 복합체를 형성하여 캐스페이스 1 활성화를 허용한다. 예를 들어 NOD 유사 류신 풍부 반복 NLRP3는 세포에서 칼륨 이온의 유출을 감지한다. 이 세포 이온 불균형은 NLRP3 분자의 올리고머화로 이어져 NLRP3 인플라마좀이라는 다중 단백질 복합체를 형성한다. 프로 캐스페이스 1은 다른 프로 케스페이스 분자와 근접하여 이합체화되고 자가 단백질 분해 절단을 겪는다.
캐스페이스 1에 의한 파이롭토시스로 이어지는 일부 병원성 신호는 다음과 같다.
- 숙주 세포질의 DNA는 파이롭토시스를 유도하는 AIM2 유사 수용체에 결한다.
- 세균의 유형 III 분비 시스템 장치는 NAIP (인간의 경우 1개, 쥐의 경우 4개)라고 하는 류신 풍부 반복 수용체와 같은 NOD에 결합한다.

인간의 캐스페이스 4, 5 및 쥐의 캐스페이스 11에 의한 열 분해
이러한 캐스페이스는 지질다당류 (LPS) 분자 (그람 음성 세균의 세포벽에서 발견됨)가 숙주 세포의 세포질에서 발견될 때 직접적인 파이롭토시스를 유도하는 능력을 가지고 있다. 예를 들어, 캐스페이스 4는 수용체 역할을 하며 인플라마좀 복합체 또는 캐스페이스 1 활성화 없이 단백질 분해로 활성화된다.
파이롭토시스 캐스페이스의 중요한 다운스트림 기질은 가스더민 D (GSDMD)이다.

### 염증에서의 역할
염증은 조직 손상이나 세균 감염과 같은 유해한 자극으로 인한 중단 이후 항상성 상태를 복원하려는 유기체의 보호 방식이다.
캐스페이스 1, 4, 5, 11이 염증성 캐스페이스로 간주된다.
- 캐스페이스 1은 전 염증성 사이토카인 활성화에 핵심 플레이어이다. 이들은 면역 세포에 대한 신호로 작용하고 손상된 부위에 대한 면역 세포 모집에 유리한 환경을 만든다. 따라서 캐스페이스 1은 선천적 면역 체계에서 근본적인 역할을 한다. 효소는 프로 IL-β 및 프로 IL-18과 같은 사이토카인을 처리하고 분비하는 역할을 한다.[22]
- 인간의 캐스페이스 4, 5 및 쥐의 캐스페이스 11은 그람 음성 세균에 풍부한 분자인 LPS에 결합하는 수용체로서 독특한 역할을 한다. 이는 캐스페이스 1을 활성화하여 IL-1β 및 IL-18 사이토카인의 처리 및 분비로 이어질 수 있다. 이 다운스트림 효과는 위에서 설명한 것과 동일하다. 또한 처리되지 않은 또 다른 염증성 사이토카인의 분비로 이어진다. 이것을 프로 IL-1α라고 한다.[22] 사이토카인 분비를 돕는 염증성 캐스페이스 11 증거도 존재한다. 이는 IL-1β 분비를 차단하는 막 채널을 비활성화함으로써 이루어진다.[22]
- 또한 캐스페이스는 전사 수준에서 염증 반응을 유도할 수 있다. 인터페론, 종양 괴사 인자, 인터루킨 6, 인터루킨 8과 같은 염증성 사이토카인의 전사를 돕는 전사 인자인 핵인자 카파비의 전사를 촉진한다는 증거가 있다. 예를 들어, 캐스페이스 1은 캐스페이스 7을 활성화하여 폴리 (ADP) 리보스를 절단한다. 이는 핵인자 카파비 제어 유전자의 전사를 활성화한다.[19]

## 캐스페이스의 발견
하워드 로버트 호비츠는 처음에 세포자살에서 캐스페이스의 중요성을 확립했으며 예쁜꼬마선충의 발생 중에 발생하는 세포자살에 ced-3 유전자가 필요하다는 것을 발견했다. 호비츠와 그의 동료 Junying Yuan은 1993년에 ced-3 유전자에 의해 암호화된 단백질이 포유동물의 인터루킨 1 베타 전환 효소(ICE, 지금은 캐스페이스 1로 알려짐)와 유사한 성질을 가진 시스테인 단백질 분해효소라는 것을 발견했다. ICE는 당시 유일하게 알려진 캐스페이스였다. 노랑초파리와 같은 유기체의 캐스페이스 외에도 다른 포유류 캐스페이스가 나중에 확인되었다.
연구원들은 1996년에 캐스페이스의 명명법을 결정했다. 많은 경우에 특정 캐스페이스는 둘 이상의 실험실에서 동시에 확인되었다. 각각은 단백질에 다른 이름을 부여한다. 예를 들어, 캐스페이스 3는 CPP32, apopain, Yama 등으로 다양하게 알려졌다. 따라서 캐스페이스는 확인된 순서대로 번호를 매겼다. 따라서 ICE는 캐스페이스 1로 이름이 변경되었다. ICE는 선충류 세포사멸 유전자 ced-3과 유사하기 때문에 특성화한 최초의 포유동물 캐스페이스였지만, 이 효소의 주요 역할은 세포자살보다는 염증을 매개하는 것으로 보인다.

## 진화
동물에서 세포자살은 캐스페이스에 의해 유도되고, 세균 및 식물에서는 세포자살이 메타캐스페이스 (metacaspase)라고 불리는 단백질 분해효소와 같은 아르기닌 및 라이신 특이적 캐스페이스에 의해 유도된다. 상동성 연구는 캐스페이스와 Reticulomyxa (단세포 유기체)의 캐스페이스 유사 단백질 사이의 밀접한 상동성을 밝혀냈다. 계통발생학적 연구는 캐스페이스 및 메타캐스페이스 서열의 발산이 진핵 생물의 발산 이전에 발생했음을 나타낸다.

## 같이 보기
- 세포자살
- 아폽토좀 (Apoptosome)
- Bcl-2
- 메타캐스페이스 (Metacaspase)
- 파라캐스페이스 (Paracaspase)
- 파이롭토시스 (Pyroptosis)
- 세포 예정사